# Eurya meizophylla
Eurya meizophylla är en tvåhjärtbladig växtart som först beskrevs av Friedrich Ludwig Diels, och fick sitt nu gällande namn av Clarence Emmeren Kobuski. Eurya meizophylla ingår i släktet Eurya och familjen Pentaphylacaceae. Inga underarter finns listade i Catalogue of Life.